# 阿納巴爾灣

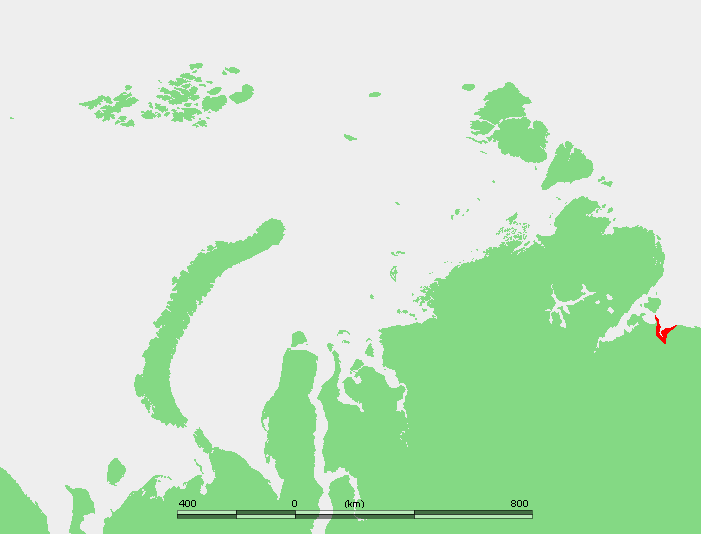

阿納巴爾灣是拉普捷夫海的海灣，由薩哈共和國負責管轄，海灣長76公里、寬67公里，最大深度17米，每年十月至翌年七月結冰，是阿納巴爾河注入拉普捷夫海的地點。
73°42′N 114°00′E / 73.700°N 114.000°E